# Folsom (Califórnia)
Folsom é uma cidade localizada no estado americano da Califórnia, no Condado de Sacramento. Foi incorporada em 20 de abril de 1946.

## Geografia
De acordo com o United States Census Bureau, a cidade tem uma área de 62,9 km², onde 56,8 km² estão cobertos por terra e 6,1 km² por água.

### Localidades na vizinhança
O diagrama seguinte representa as localidades num raio de 16 km ao redor de Folsom.

## Demografia
Segundo o censo nacional de 2010, a sua população é de 72 203 habitantes e sua densidade populacional é de 4 204,57 hab/km². Possui 26 109 residências, que resulta em uma densidade de 459,26 residências/km².